# Атернии
Атернии (лат. Aternii) — один из древних патрицианских римских родов. Деятельность представителей рода Атерниев относится к первым годам Республики.

## Представители рода
- Авл Атерний Вар Фонцинал — консул 454 года до н. э. (совместно с Спурием Тарпеем)[1]. В 449 году до н. э. был выбран (вместе с Спурием Тарпеем) народным трибуном[2] — исключительный случай выбора патрициев в народные трибуны (в 448 году до н. э. принят закон Lex Trebonia de tribunis plebis, запрещавший кооптацию патрициев на данную должность).